# Ministerio de Transporte (Colombia)
El Ministerio de Transporte (MinTransporte), es un ministerio de la República de Colombia encargado de definir, formular y regular las políticas de transporte, tránsito y su infraestructura mediante la articulación de las entidades que integran el sector. Tiene su sede en el Centro Administrativo Nacional (CAN), en la localidad de Teusaquillo en Bogotá.

## Historia
El Ministerio de Transporte, tiene su origen a principios del siglo XX, concretamente en 1905 cuando el gobierno del General Rafael Reyes decidió su creación, por aquel entonces se le denominó Ministerio de Obras Públicas. En sus comienzos el ministerio contaba con muy poca capacidad de personal, pues sólo laboraban en él 19 personas para desarrollar una gran variedad de tareas. El primer ministro de obras públicas fue el ingeniero Modesto Garcés, quien antes de ocupar el cargo de ministro había trabajado en el Ferrocarril de Girardot y tenía una amplia experiencia en el tema ferroviario. El ministerio tenía por función atender los bienes de la nación, las minas, los petróleos, los registros de marcas de fábrica y las patentes de privilegio; igualmente tenía a su cargo los ferrocarriles, puentes, caminos, la titulación de baldíos y la construcción y mantenimiento de edificios nacionales. Sin embargo, el ministerio concentró su atención en los ferrocarriles y en la navegación fluvial, debido a que estos eran los principales medios de transporte que comunicaban los municipios del país en aquella época.
En las primeras tres décadas del siglo XX el ministerio se hizo responsable de otras tareas, entre las cuales se encontraba definir los criterios y normas para la construcción y conservación de carreteras de carreteras, tarea que a la postre sería uno de sus principales objetivos, también se le asignó la canalización y limpieza de las vías fluviales del país, estas dos funciones le fueron encomendadas ya que la ley 60 de 1905 señaló que eran vías nacionales, las férreas, las carreteras de más de 50 kilómetros y la canalización de ríos. Estas quedarían bajo el cuidado de la nación, por ende, le serían encomendadas al Ministerio de Obras Públicas.
Otras tareas que desarrolló el Ministerio de Obras Públicas en aquella época consistieron en llevar a cabo la inspección de las empresas de navegación fluvial y la matrícula de embarcaciones; no obstante, con el paso de los años el ministerio fue adquiriendo más claridad funcional, pues las tareas relacionadas con las minas y las industrias que tenía bajo su responsabilidad fueron trasladadas a otras organizaciones públicas. Por otro lado, entre los avances que adelantó el ministerio, durante la primera mitad del siglo XX, se encuentra la creación de distritos de obras públicas, igualmente en 1933 se inició la construcción del nuevo acueducto de Bogotá que requirió crear el embalse de la Regadera y la planta de tratamiento de agua de Vitelma, asimismo en 1056 se fundó la Dirección de Transporte y Tarifas para controlar el transporte terrestre, organismo que en 1968 sería remplazado por el Instituto Nacional de Tránsito y Transporte (INTRA). Finalmente, vale destacar que en este periodo se elaboró el primer plan vial nacional con la participación de firmas constructoras extranjeras.
En la segunda mitad del siglo XX, se crearon la Empresa de Ferrocarriles Nacionales de Colombia y la Empresa Colombiana de Aeródromos (ECA) en el año de 1954, esta última tenía como función administrar y construir los aeropuertos del país. Un año después se estableció la policía vial con el objetivo de vigilar y controlar el tráfico en las carreteras nacionales. Asimismo, se fundó la Empresa Puertos de Colombia (COLPUERTOS) en 1959, la cual debía construir y administrar los puertos marítimos, asumiendo así una de las funciones que hasta entonces estaba a cargo del Ministerio de Obras Públicas. Ya en la década de 1960 se crearon el Fondo Vial Nacional, con ingresos originados del impuesto a los combustibles para financiar obras de infraestructura vial, y el Fondo Nacional de caminos vecinales (FNCV), este último fue creado por el decreto 1650 de 1960 cuando era ministro de obras públicas el doctor Misael Pastrana, con el fin de promover la construcción, mejoramiento y conservación de los caminos vecinales o de índole regional.
Posteriormente, en 1992 por medio del Decreto 2171 de diciembre de ese año se reestructuró el Ministerio de Obras Públicas y Transporte y se comenzó a denominar Ministerio de Transporte. Esta reforma se dio gracias a la autorización de la Constitución de Colombia de 1991.
En febrero de 2000 nuevamente se reorganizó el ministerio mediante el Decreto 101, quedando bajo su responsabilidad la formulación y adopción de las políticas, planes generales, programas y proyectos en materia de tránsito, transporte y su infraestructura.
En la última década, el Ministerio ha desarrollado importantes proyectos de trascendencia nacional, mediante la construcción de nuevas vías, túneles y puentes, en el sector carretero; ha puesto en funcionamiento la red férrea, mejoró las condiciones de servicio y seguridad en los aeropuertos y trabaja constantemente en la adecuación y mantenimiento de las vías fluviales y marítimas.

## Organigrama
El esquema sobre la organización interna del Ministerio de Transporte, comprende el Despacho del Ministro, las Entidades Adscritas, los Comités, Consejos y Comisiones, las Oficinas de Apoyo al despacho del ministro, los Despachos de los Viceministerios de Infraestructura y de Transporte y la Secretaría General.

## Organismos
El Ministerio de Transporte es la cabeza del Sector Transporte, dentro de este sector y como organismos adscritos al Ministerio se encuentran el Instituto Nacional de Vías (INVIAS), la Agencia Nacional de Infraestructura (ANI), la Unidad Administrativa Especial de Aeronáutica Civil (Aerocivil) y la Superintendencia de Puertos y Transporte, hoy Superintendencia de Transporte (SuperTransporte), Cormagdalena y la UPIT.

## Ministros de Transporte
Su actual titular es María Fernanda Rojas Mantilla desde el 23 de enero de 2025